# Siderone galanthis
Siderone galanthis (denominada popularmente, em inglês, Red-striped Leafwing ou Scarlet Leafwing) é uma borboleta neotropical da família Nymphalidae e subfamília Charaxinae, encontrada do México e Antilhas até a bacia do rio Amazonas e Mata Atlântica do Brasil (em São Paulo, Paraná e Santa Catarina). Foi classificada por Pieter Cramer, com a denominação de Papilio galanthis, em 1775 e com seu tipo nomenclatural coletado no Suriname; sendo a espécie-tipo do gênero Siderone Hübner, [1823]. Suas lagartas se alimentam de plantas dos gêneros Casearia e Zuelania (família Salicaceae).

## Descrição
Adultos desta espécie, vistos por cima, possuem as asas de contornos falciformes e com envergadura chegando a até sete centímetros, de tonalidade castanho-enegrecida, com faixas vermelhas brilhantes nas asas anteriores. As fêmeas são maiores que os machos, porém parecidas. Vistos por baixo, apresentam a semelhança com uma folha seca, com finos desenhos mosqueados e regiões escurecidas, simulando marcas de umidade ou fungos.

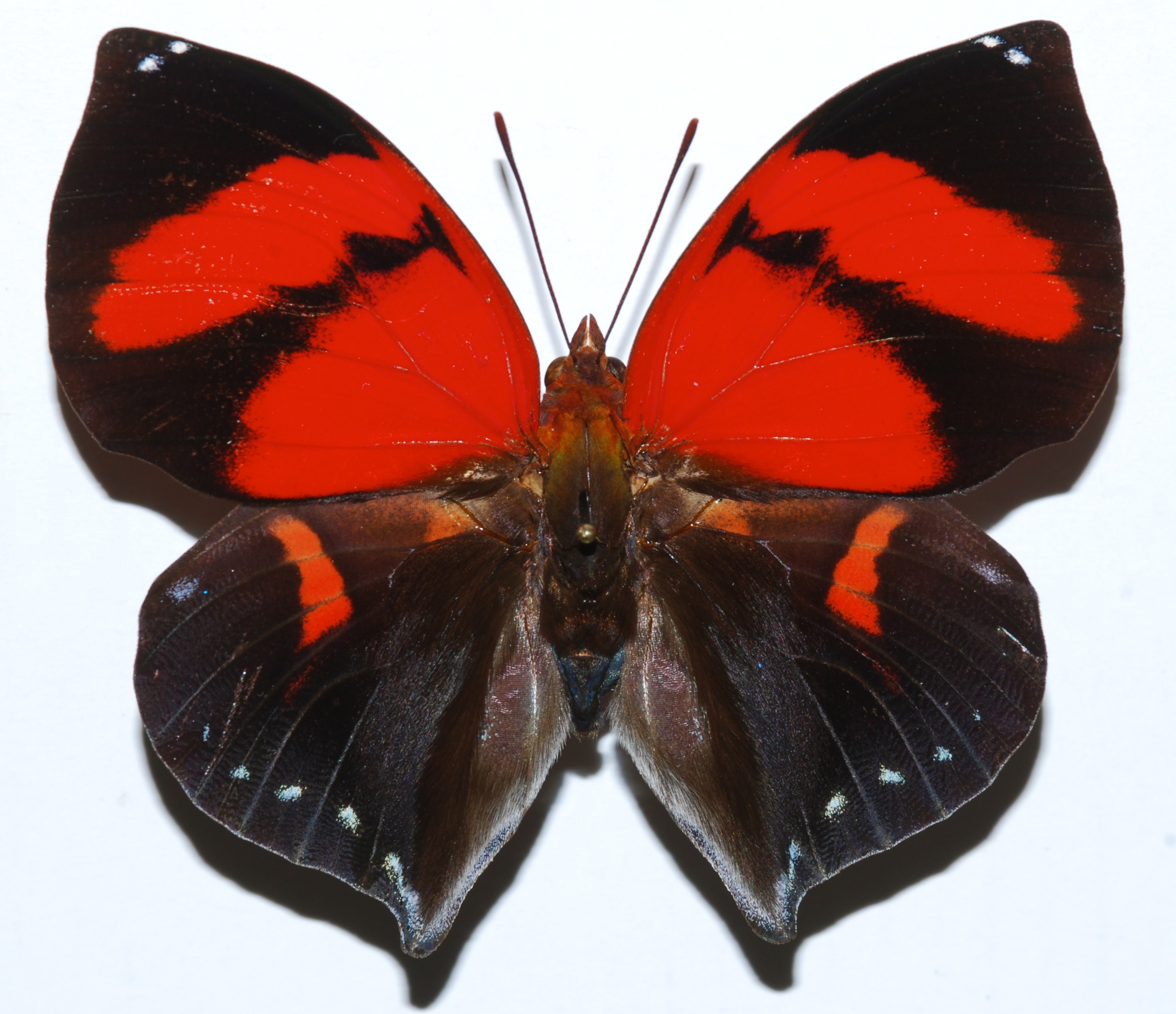
Fotografia de S. galanthis, vista superior; no século XX esta foi considerada uma espécie do gênero Anaea.

## Hábitos
Siderone galanthis é encontrada em habitats de floresta tropical e subtropical úmida, em altitudes entre o nível médio do mar e quase 1.000 metros, descansando em folhagem e troncos de árvore; voando e se alimentando de umidade mineralizada do solo ou se aquecendo ao sol com as asas meio abertas em trilhas florestais ou leitos de rios secos ou outros locais semi-sombreados.

## Subespécies
S. galanthis possui quatro subespécies e uma forma nominal:
- Siderone galanthis Mexican segregate - Distribuída do México até a América Central.
- Siderone galanthis galanthis - Descrita por Cramer em 1775 - Distribuída da América Central até bacia do rio Amazonas.
- Siderone galanthis nemesis - Descrita por Illiger em 1801 - Distribuída por Cuba e ilha da Juventude, ilha de São Domingos e Porto Rico; no Caribe.
- Siderone galanthis thebais - Descrita por C. Felder & R. Felder em 1862 - Localidade tipo: Colômbia.[3]

No livro Butterflies of Brazil / Borboletas do Brasil, de Haroldo Palo Jr., está citada uma subespécie da região sudeste e sul do Brasil, Siderone galanthis catarina, classificada por Dottas & Pierre, 2009.